# Phụ nữ là phái yếu
Phụ nữ là phái yếu (tiếng Pháp: Faibles femmes, tiếng Ý: Le donne sono deboli) là một bộ phim Pháp-Ý năm 1959 có sự tham gia của Alain Delon. Vai diễn trong phim là một trong những vai diễn đầu tiên của ông, tạo bệ phóng cho ông trở thành một ngôi sao. Bộ phim cũng được biết tới với tên Ba nữ sát nhân.
Bộ phim là một thành công tại phòng vé Pháp và được ra mắt tại Mỹ. Delon đã xuất hiện tại New York để quảng bá cho phim.

## Dàn diễn viên
- Alain Delon vai Julien Fenal
- Mylène Demongeot vai Sabine
- Pascale Petit vai  Agathe
- Jacqueline Sassard vai Hélène Maroni
- Simone Renant vai Marguerite Maroni
- Monique Mélinand vai Bà Fenal
- Héléna Manson vai Mẹ bề trên
- Pierre Mondy vai André
- Noël Roquevert vai Édouard Maroni
- Albert Médina vai Ông Courcel
- Anita Ruff vai Anita Pérez
- Adrienne Servantie vai Bà Courcel
- André Luguet vai Ông Fenal
- Magdeleine Bérubet vai Sơ Marguerite
- Yves Barsacq